# Architektura wiktoriańska

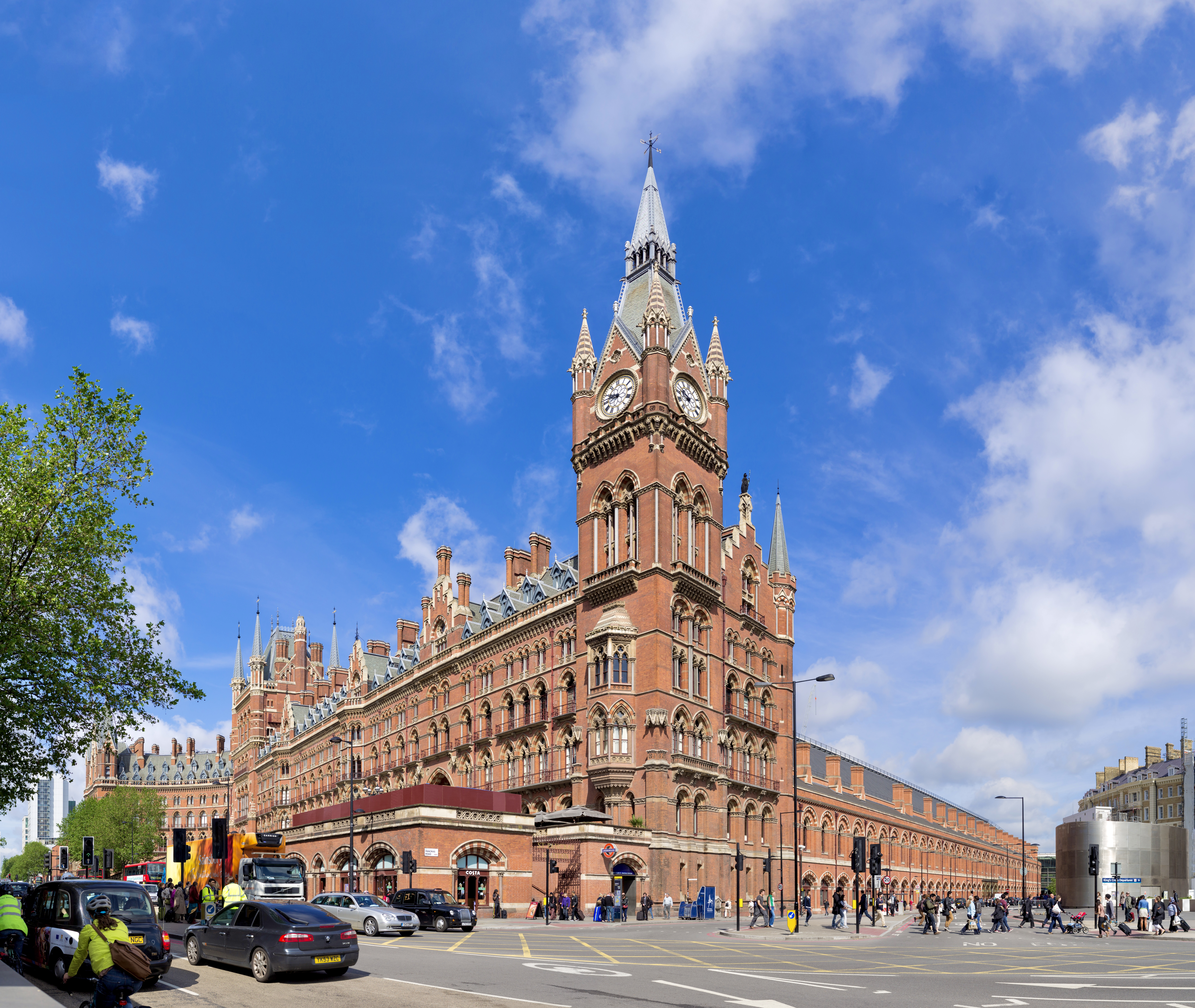
Dworzec kolejowy St Pancras International i Midland Hotel (Londyn; otwarte w 1868 r.)

Architektura wiktoriańska – mieszanka architektonicznych stylów renesansowych, która była obecna w drugiej połowie XIX wieku. Człon „Wiktoriańska” odnosi się do rządów królowej Zjednoczonego Królestwa Wielkiej Brytanii i Irlandii, Wiktorii (1837–1901), nazywanej epoką wiktoriańską, podczas której eklektyzm z zakresu stylów, znanych jako wiktoriańskie, był stosowany w budownictwie.

## Charakterystyka

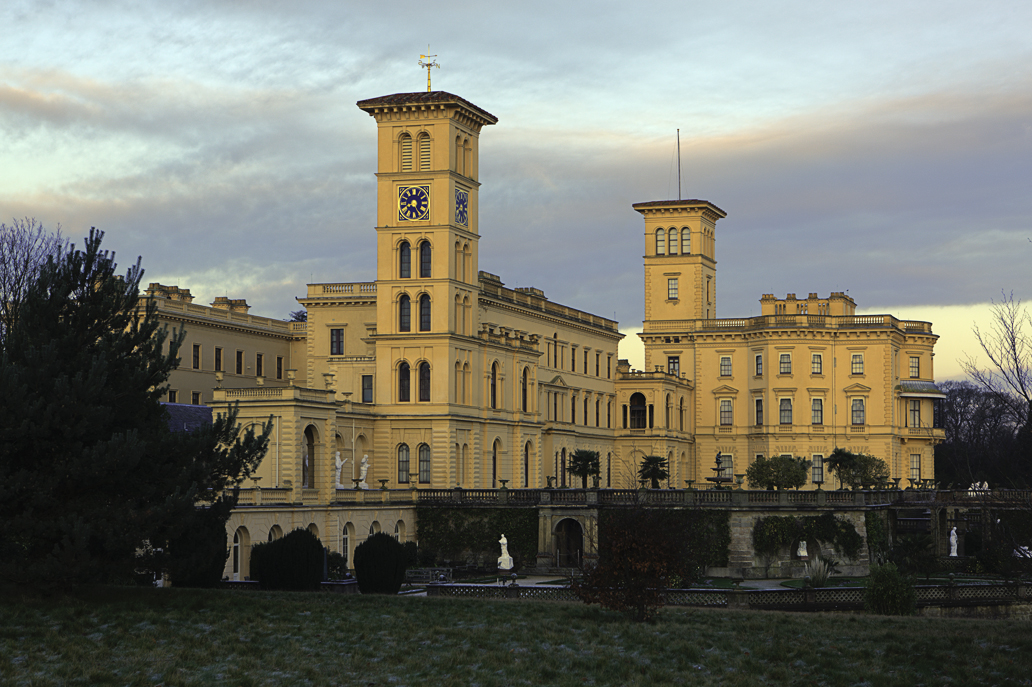
Rezydencja królewska Osborne House (Cowes, Wyspa Wight)

Architektura okresu wiktoriańskiego nie jest jednoznaczna. Niektóre budynki zostały zbudowane pod patronatem królowej Wiktorii lub księcia Alberta, m.in. rezydencja królewska Osborne House na wyspie Wight i londyński Pałac Kryształowy. Jednak najbardziej znaczące cechy architektury wiktoriańskiej nie pokrywają się czasowo z 64-letnim okresem panowania królowej Zjednoczonego Królestwa.
W tym, nieco szerszym niż wiktoriański, okresie powstały nowe rodzaje budynków, takie jak dworce kolejowe. Zastosowano też wówczas nowoczesne materiały, takie jak żelazo i szkło, ale również nowe technologie, takie jak prefabrykacja. Doszło wtedy też do namnożenia stylów architektonicznych.
Zmiany te nie nastąpiły wyłącznie w latach 1837–1901. Były one związane ze zmieniającą się gospodarką oraz nowymi rozwiązaniami technologicznymi i architektonicznymi, które nastąpiły w XVIII wieku.
Terminem „architektura wiktoriańska” powinny być określane wyłącznie prace powstałe w Wielkiej Brytanii lub w regionach, które były częścią imperium brytyjskiego, takich jak Indie. Natomiast często jest stosowany do opisania XIX-wiecznej architektury Ameryki Północnej.
Koniec epoki wiktoriańskiej nastąpił w 1901 roku, wraz ze śmiercią królowej Wiktorii i wstąpieniem na tron Edwarda VII. Wtedy rozpoczęła się epoka edwardiańska. Architektura tego okresu znacznie różniła się od tej z epoki wiktoriańskiej.

## Galeria
Wielka Brytania

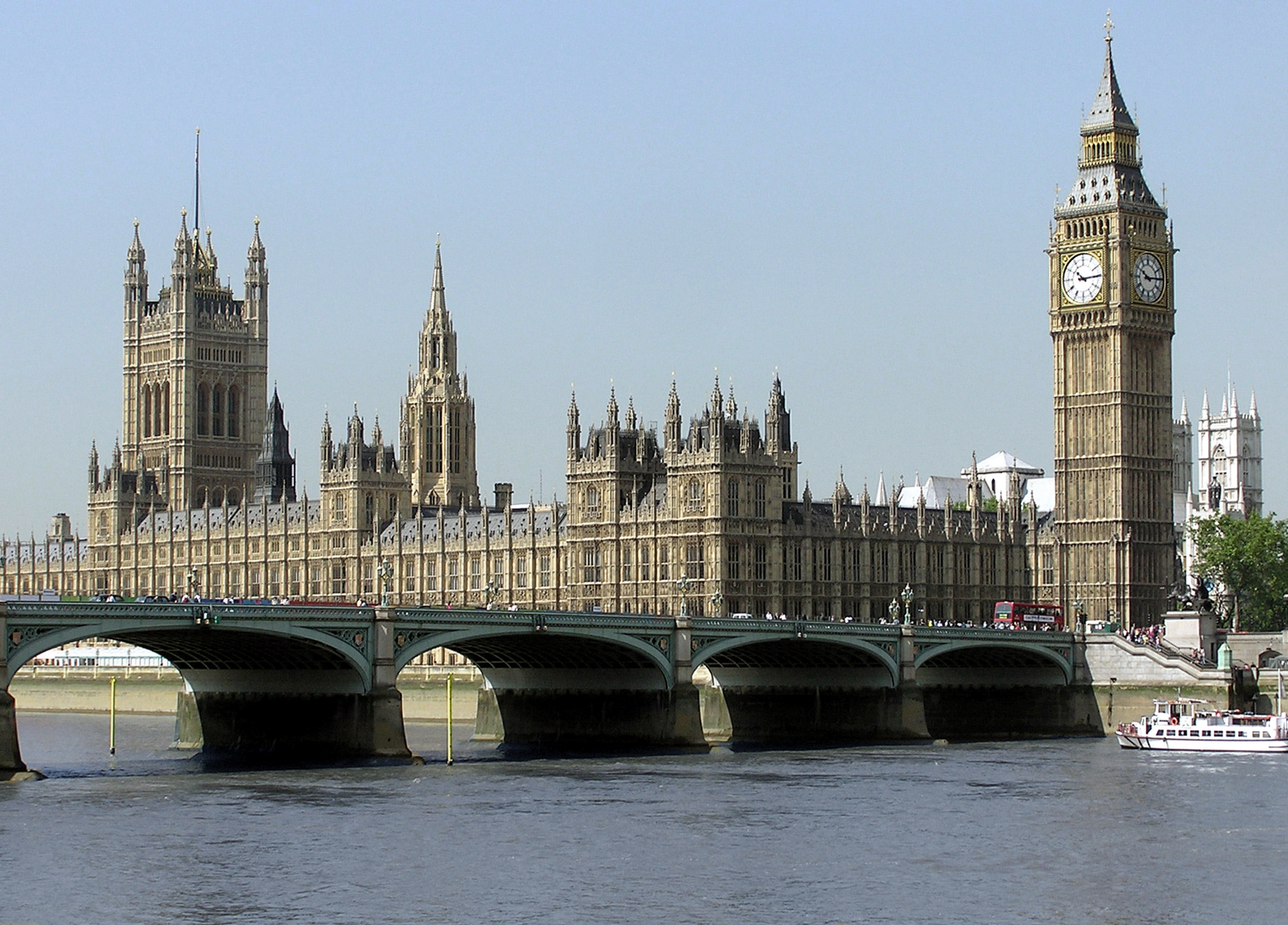
Pałac Westminsterski (neogotyk, Londyn, ukończony w 1870 r., projekt: Charles Barry, Augustus Pugin)
Royal Albert Hall (Londyn)
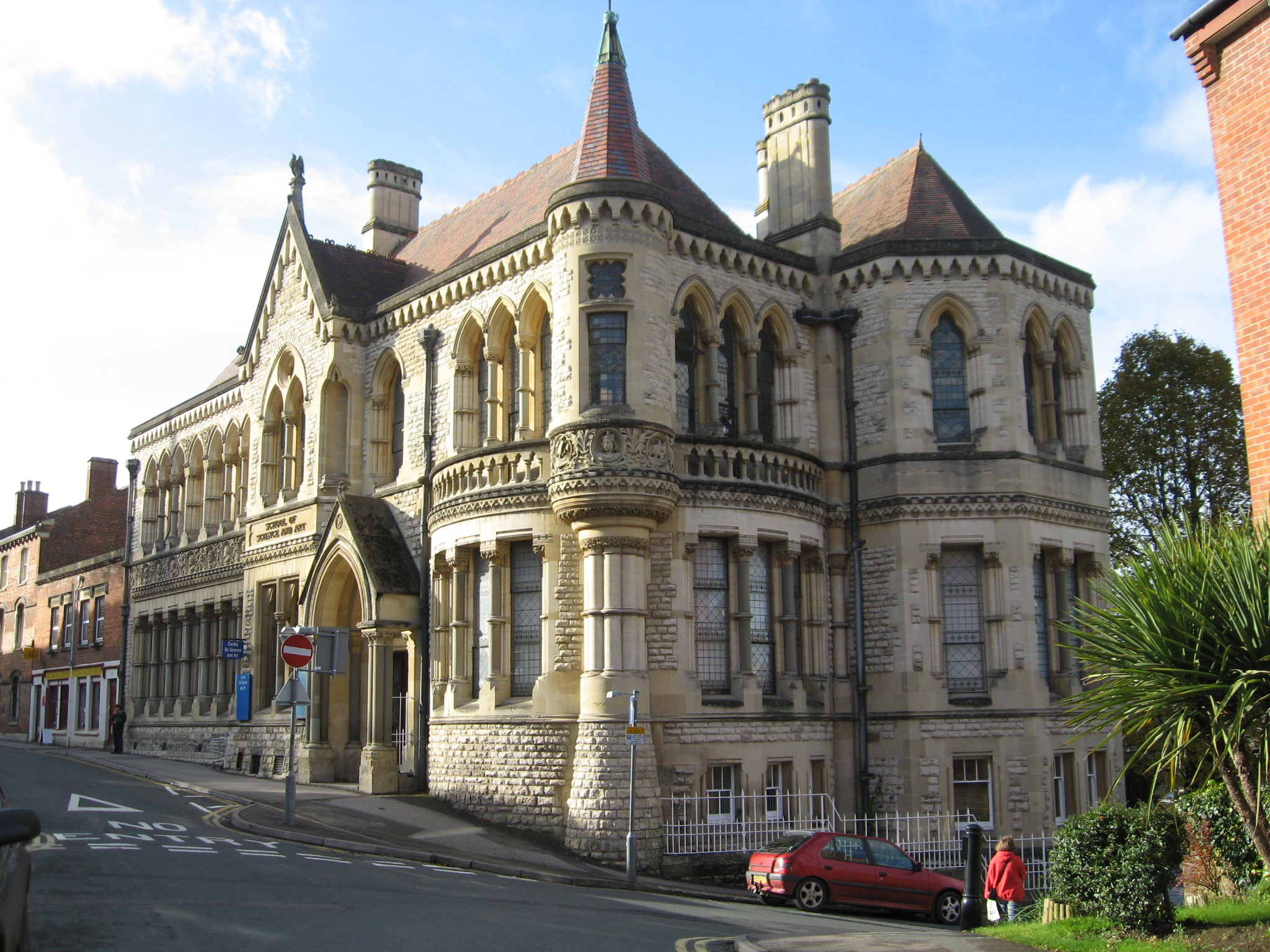
Victorian School of Art and Science (Stroud)
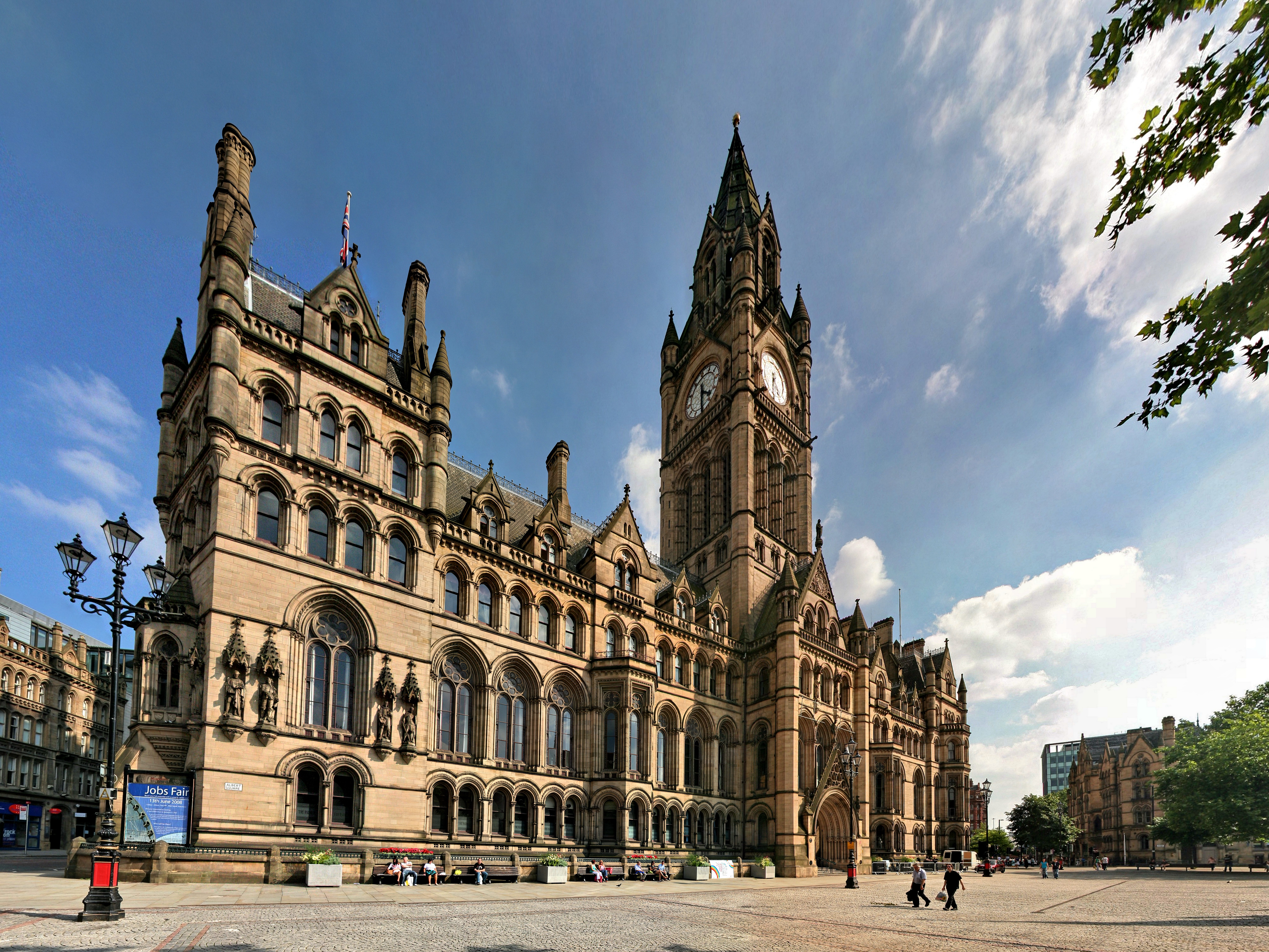
Manchester Town Hall
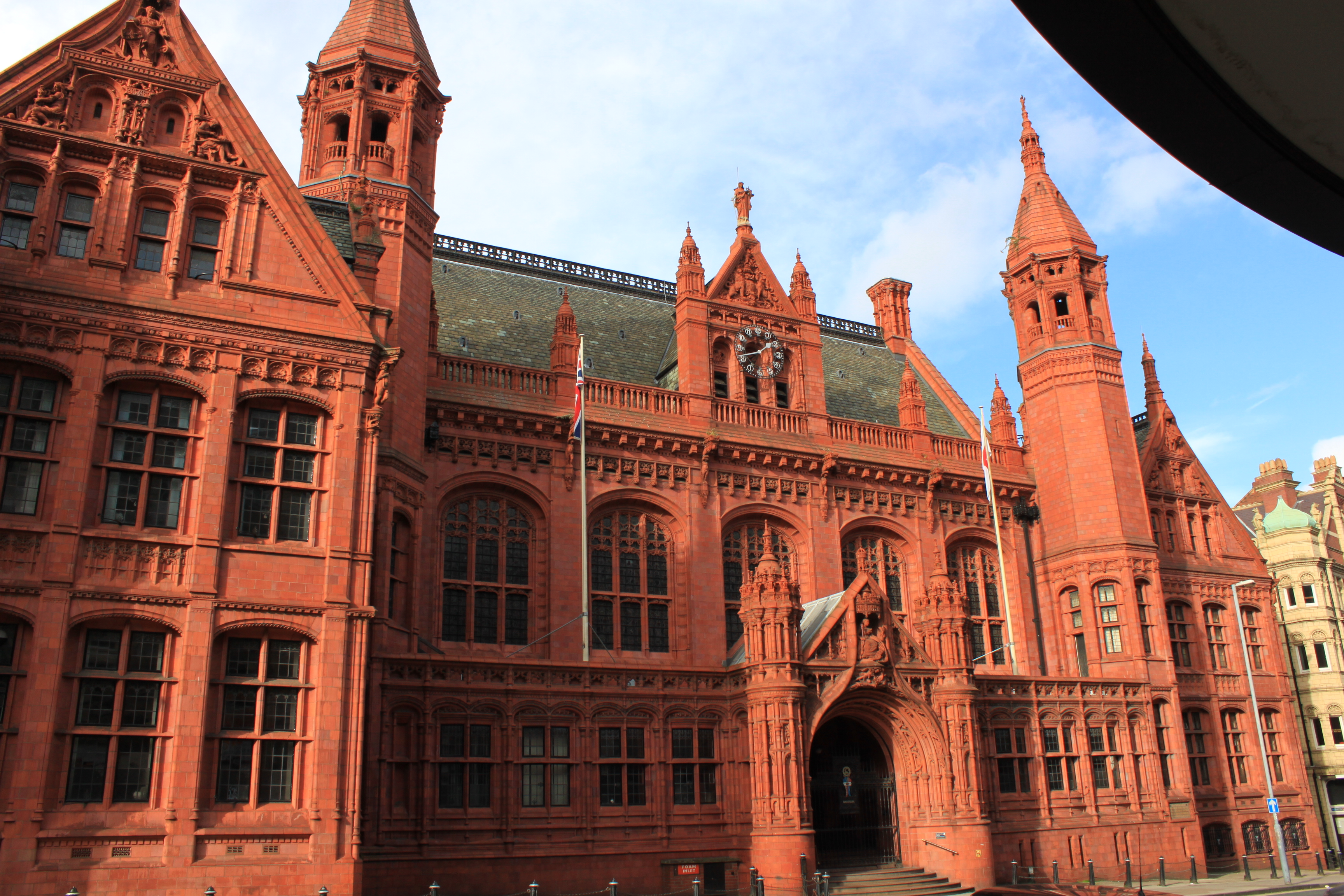
Victoria Law Courts (Birmingham)
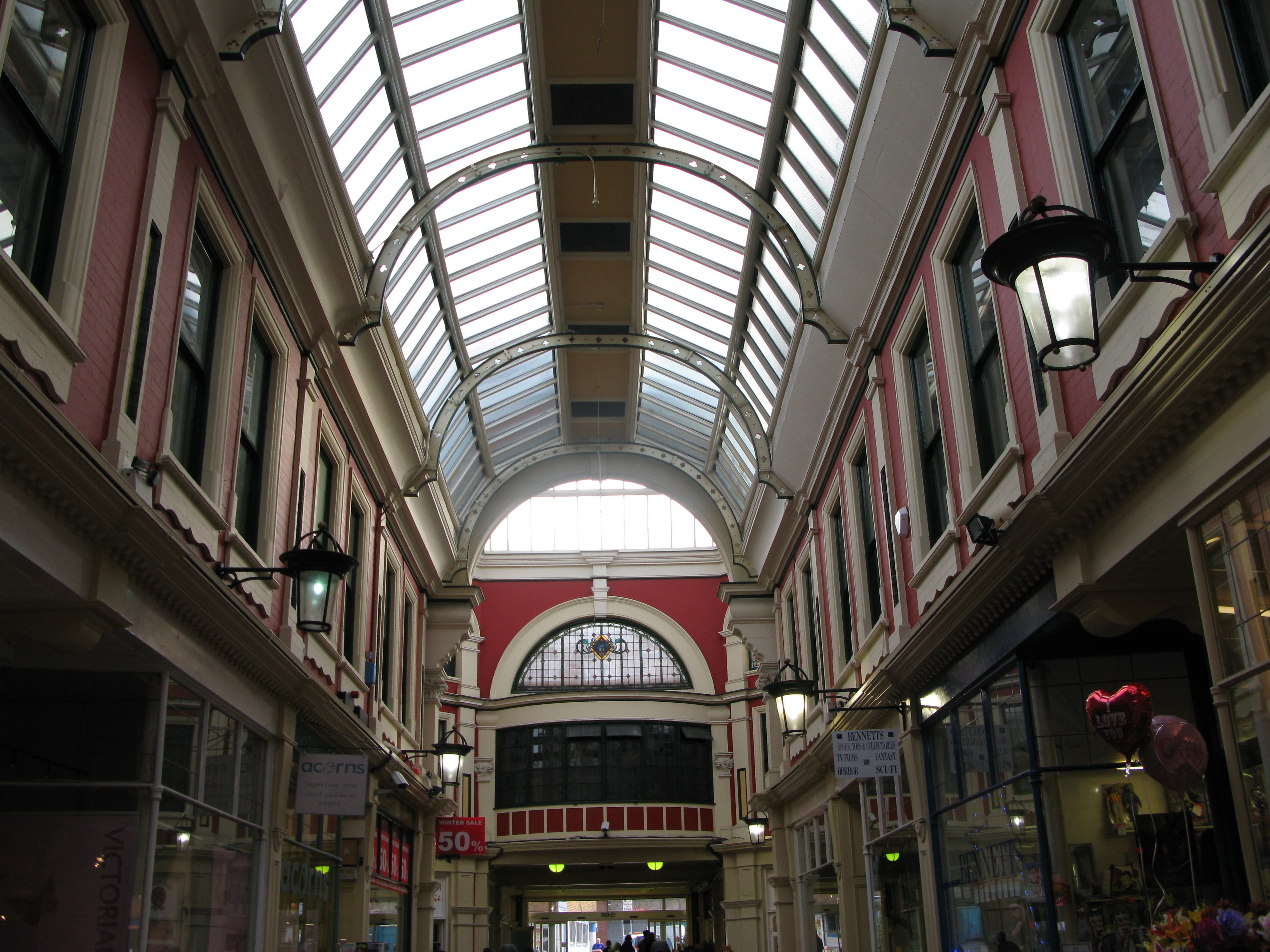
Walsall Victorian Arcade (Walsall)
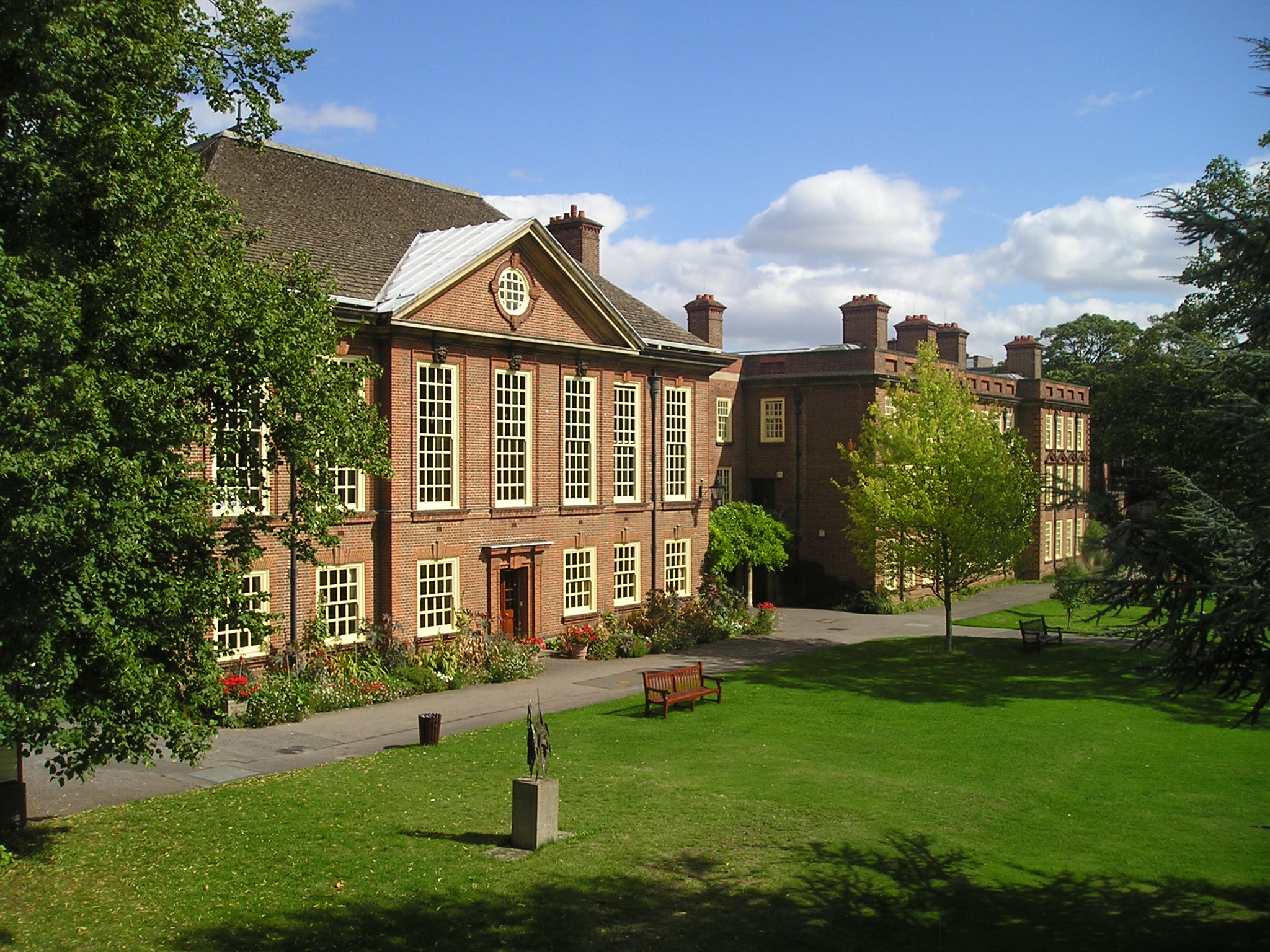
Somerville College w Oksfordzie (Oksford)

Australia

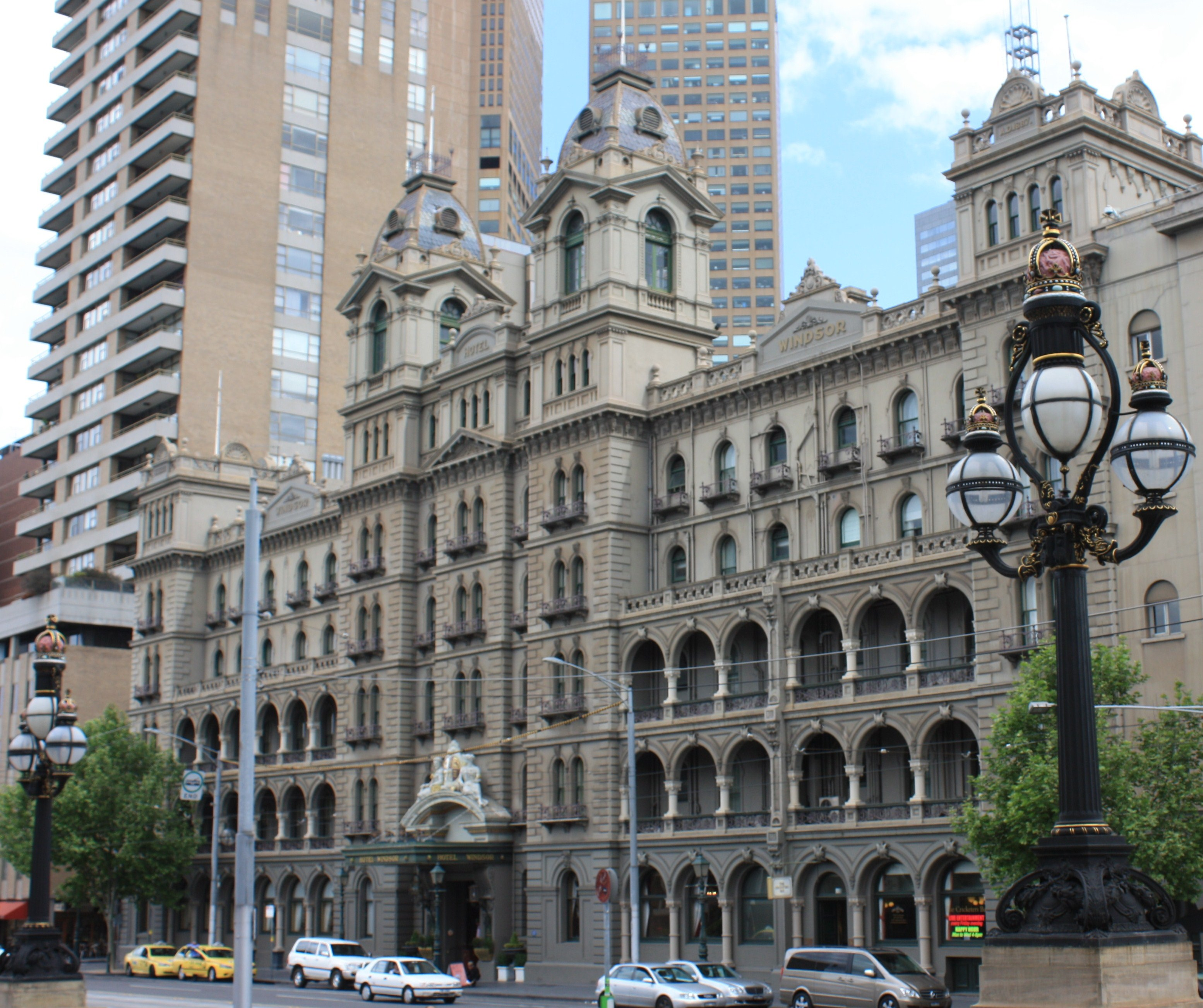
Hotel Windsor (Melbourne, 1885)
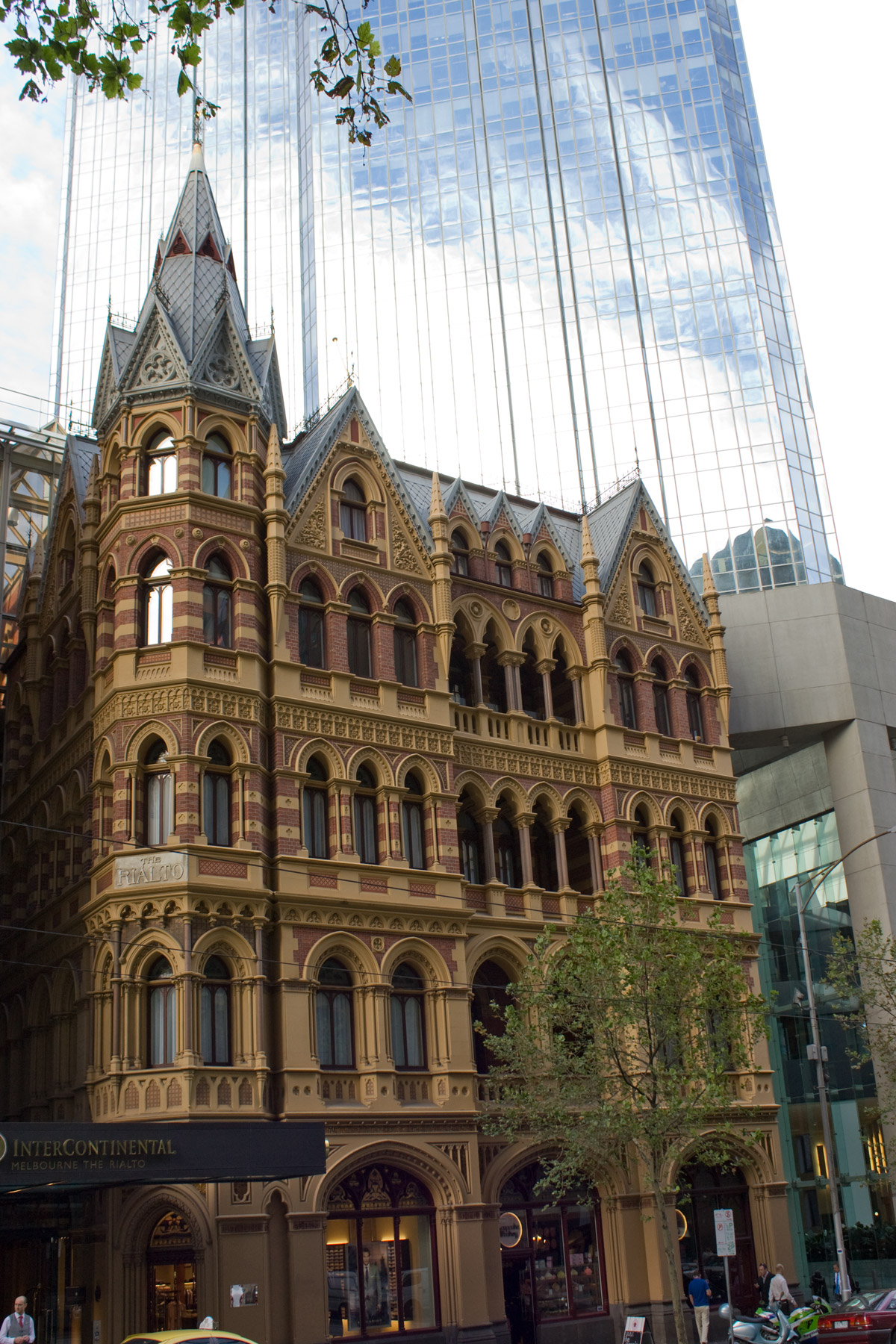
Rialto Building (Melbourne, 1888)
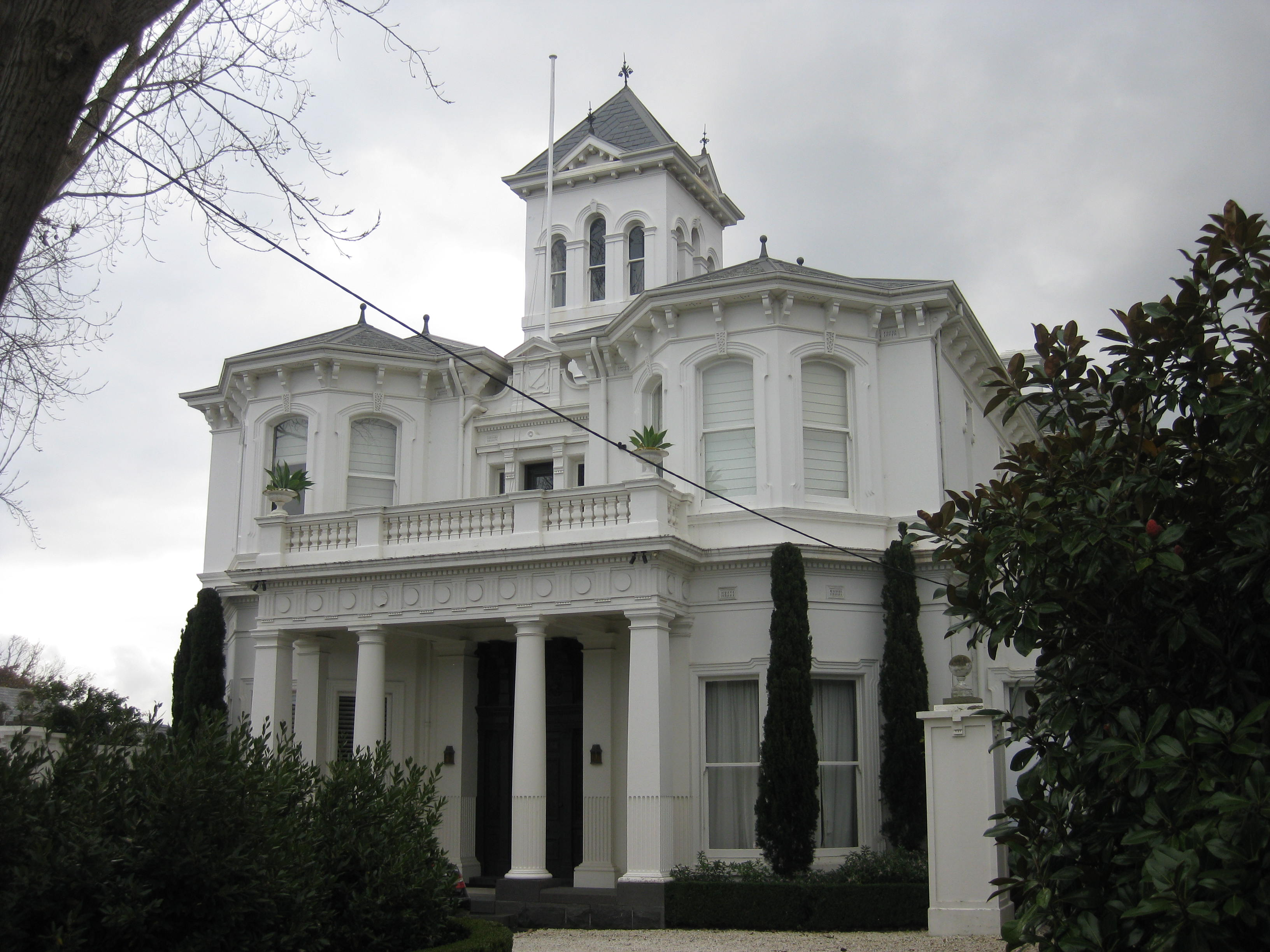
Chastleton Mansion (Toorak, styl Italianate)
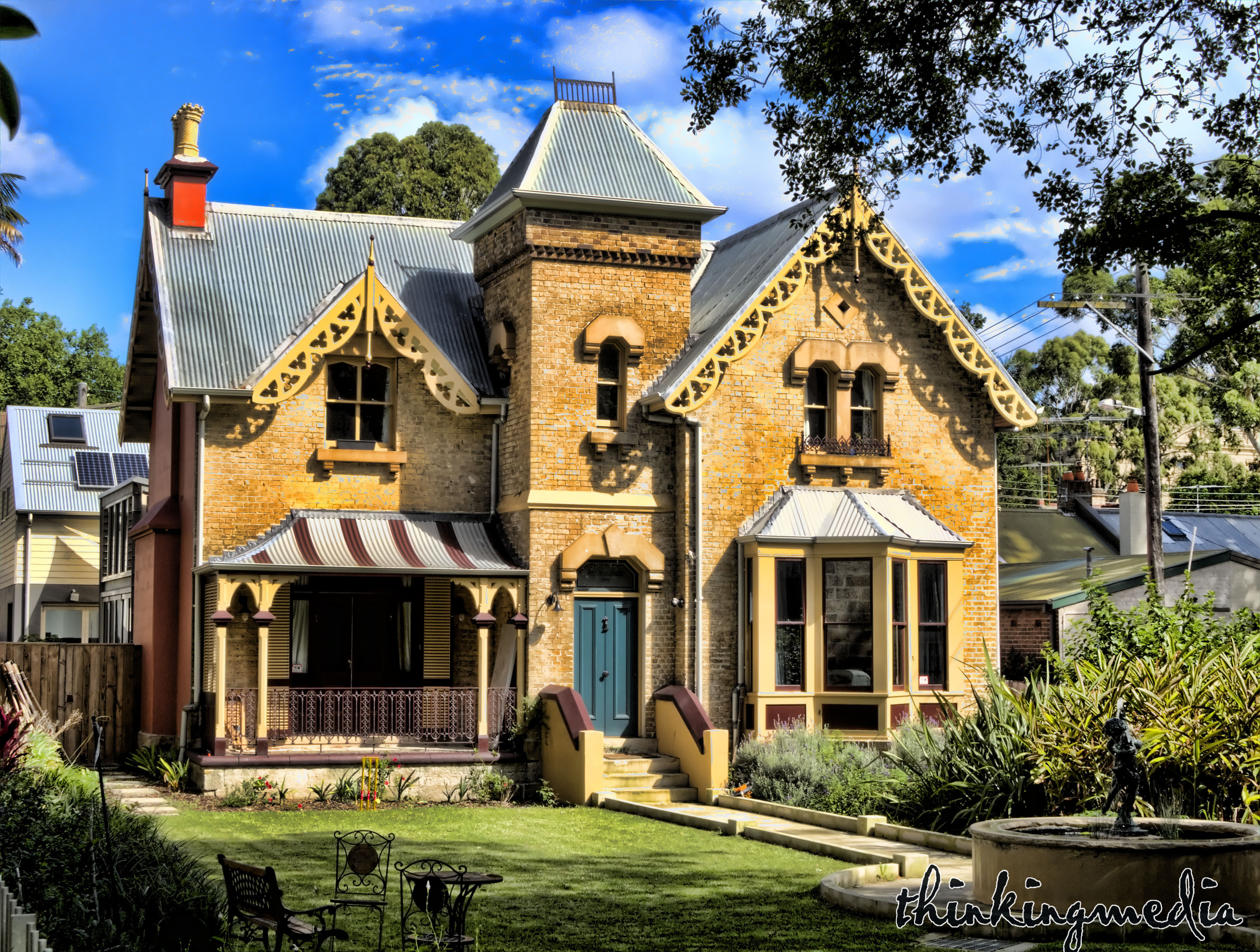
Ruessdale (1868, High Victorian, Glebe Point, Nowa Południowa Walia)
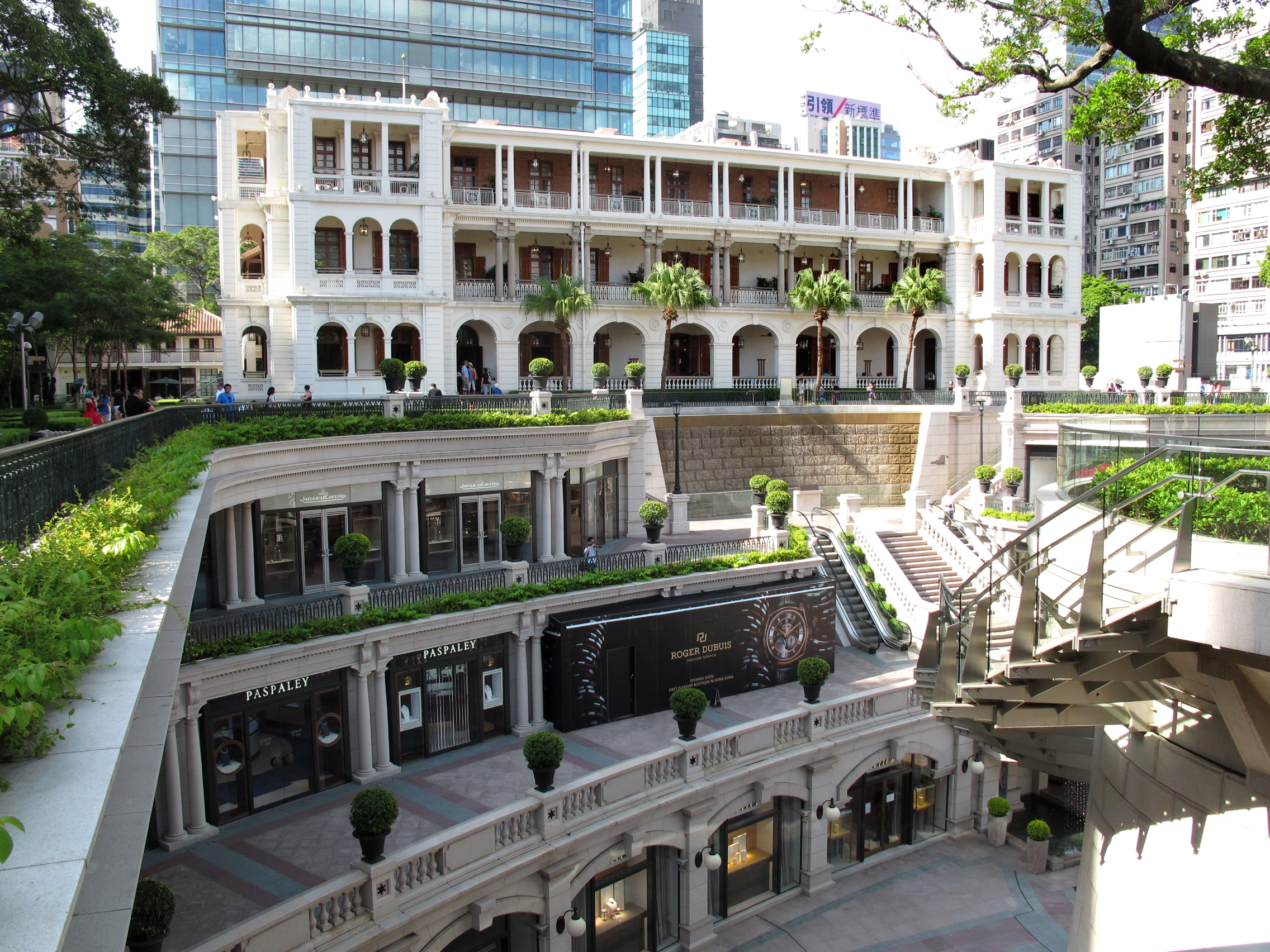
1881 Heritage (hotel, centrum handlowe)

Stany Zjednoczone

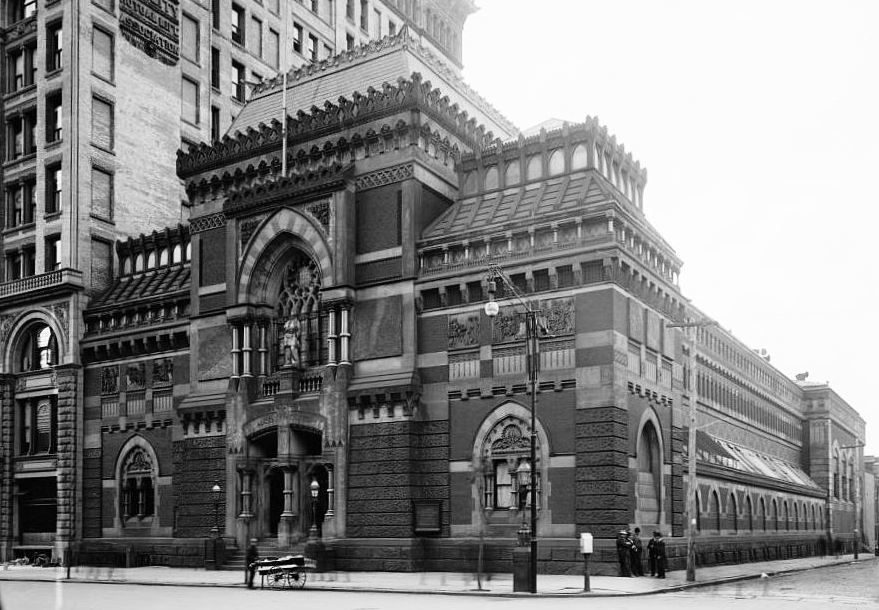
Pennsylvania Academy of the Fine Arts (Filadelfia, projekt: Frank Furness)
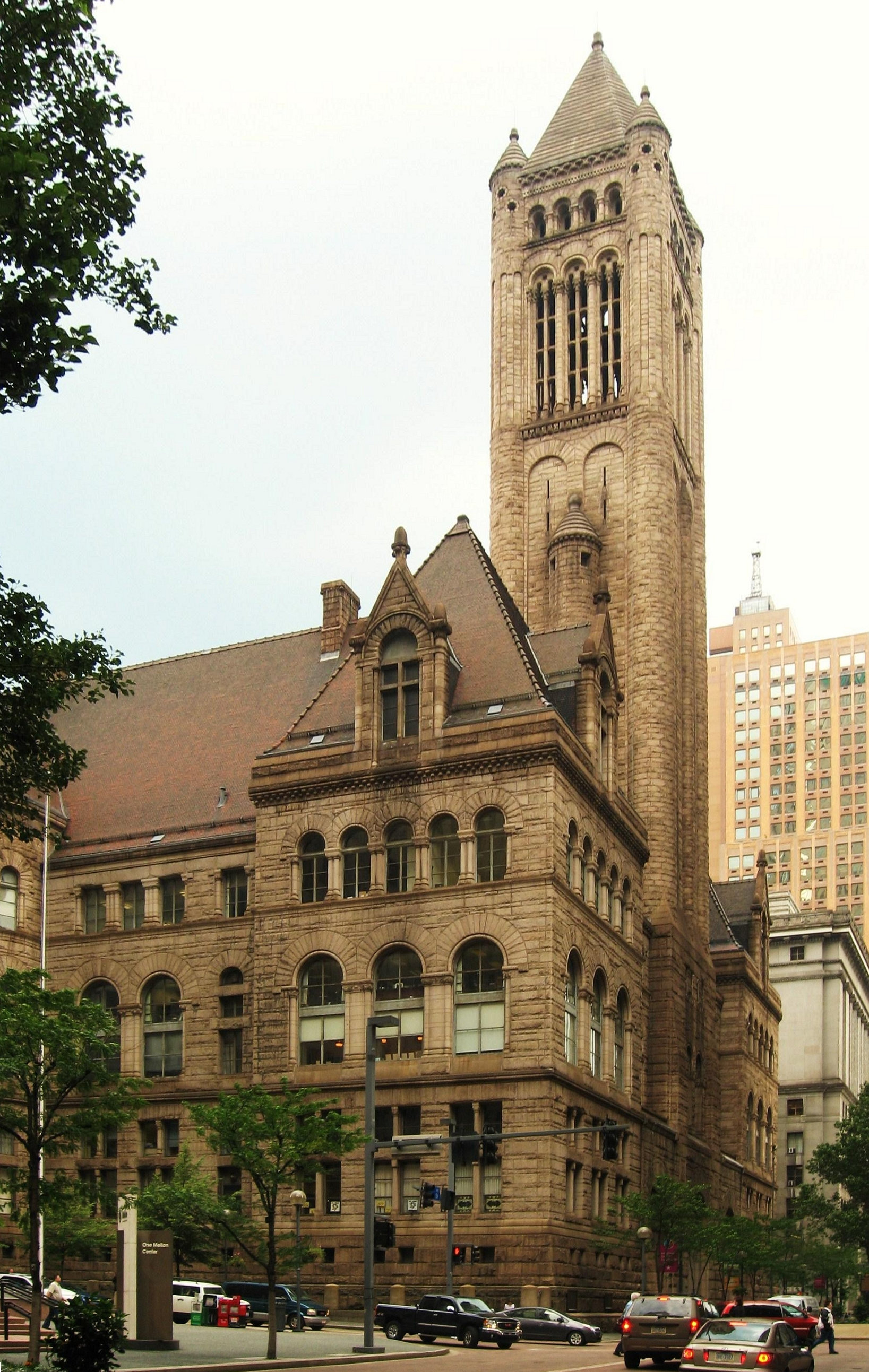
Allegheny County Courthouse (Pittsburgh, projekt: Henry Hobson Richardson)
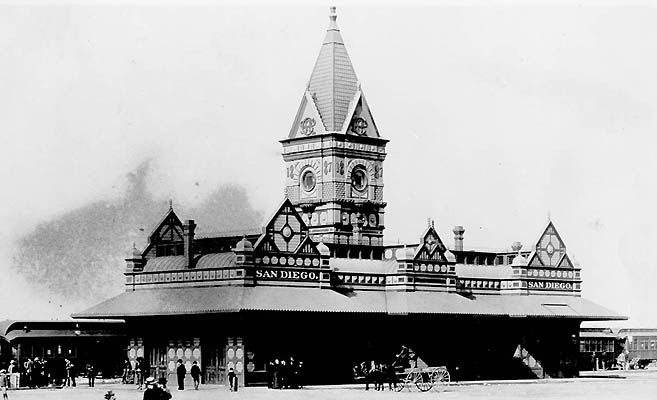
Terminal pasażerski (San Diego, 1887)
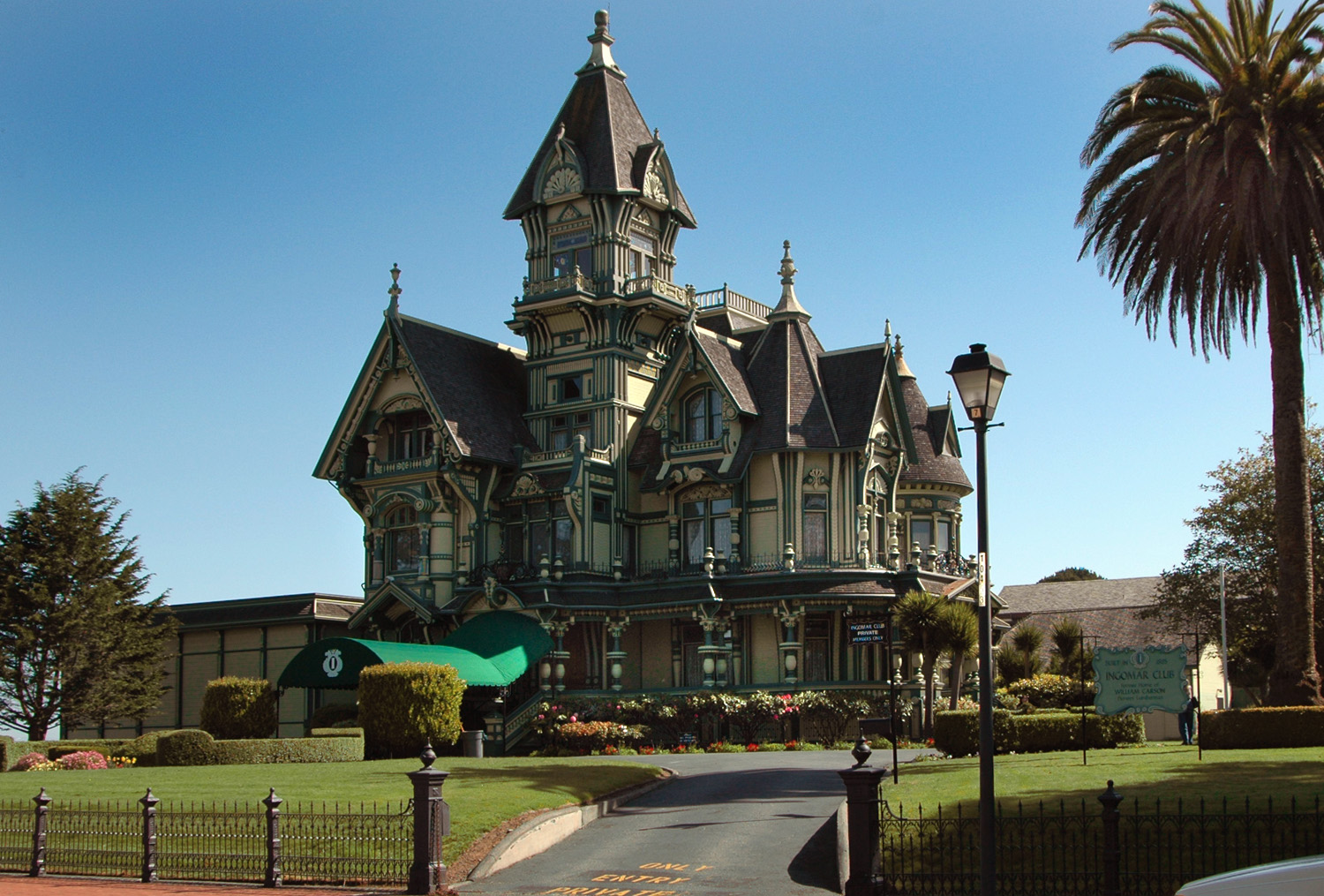
Carson Mansion (Eureka, styl królowej Anny, 1884–86)

Kanada

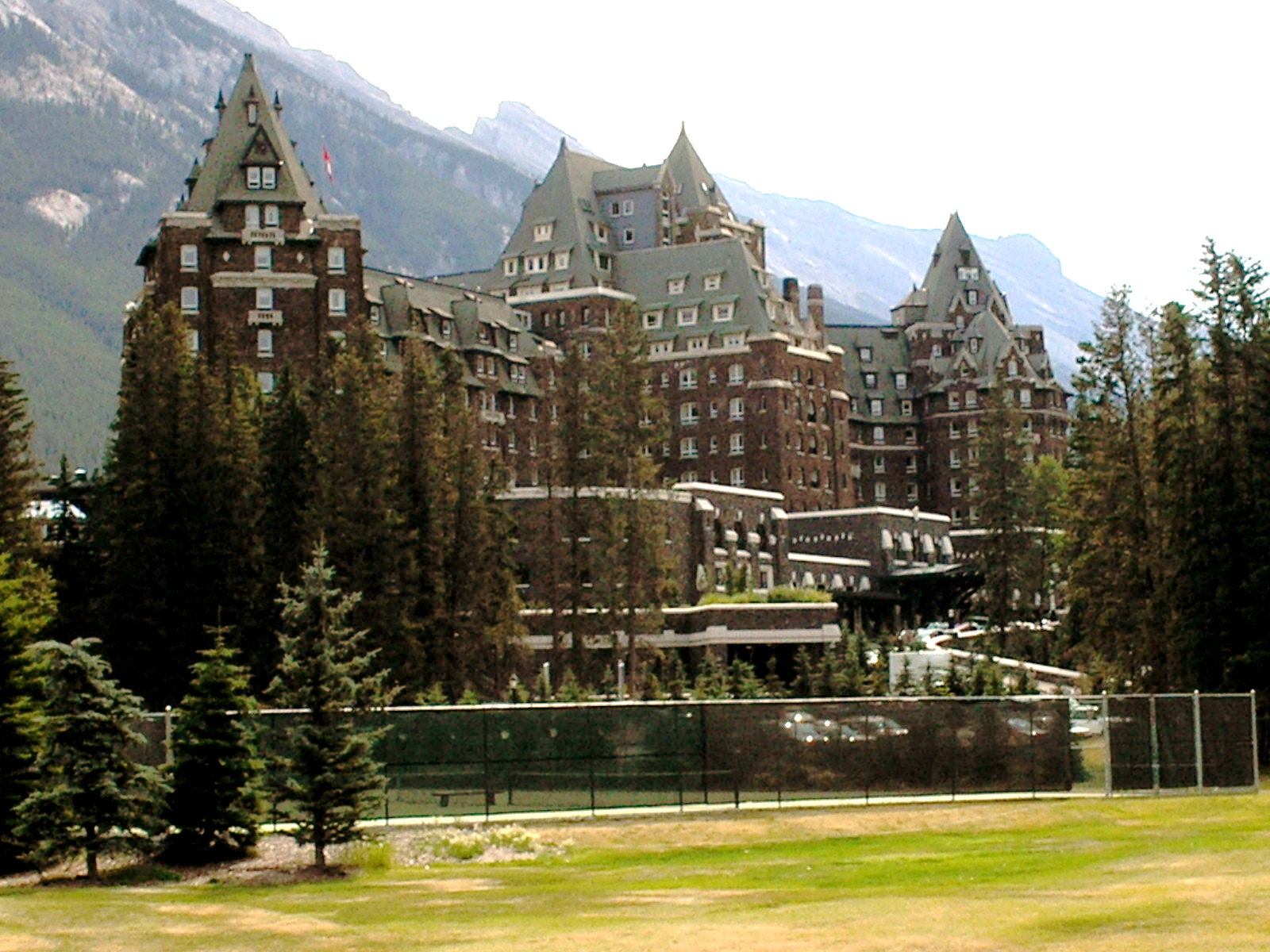
Banff Springs Hotel (Park Narodowy Banff, Alberta, 1888)